# Sportjahr 1934
Liste der Sportjahre

◄◄ | ◄ | 1930 | 1931 | 1932 | 1933 | Sportjahr 1934 | 1935 | 1936 | 1937 | 1938 | ► | ►►

Weitere Ereignisse

## Ereignisse

### Disziplinenübergreifende Sportveranstaltungen
- 4. bis 11. August: British Empire Games 1934 in London
- 11. August: In London werden die vierten Frauen-Weltspiele eröffnet. Es ist auf Druck des Internationalen Olympischen Komitees (IOC) die letzte Veranstaltung dieser Art.

### Badminton
Höhepunkte des Badmintonjahres 1934 waren die All England, die Irish Open und die Scottish Open.

#### Internationale Veranstaltungen
| Veranstaltung | Herreneinzel        | Dameneinzel      | Herrendoppel                       | Damendoppel                         | Mixed                         |
| ------------- | ------------------- | ---------------- | ---------------------------------- | ----------------------------------- | ----------------------------- |
| All England   | Ralph Nichols       | Leoni Kingsbury  | Donald C. Hume Raymond M. White    | Marjorie Henderson Thelma Kingsbury | Donald C. Hume Betty Uber     |
| Irish Open    | Raymond M. White    | Thelma Kingsbury | Ian Maconachie Willoughby Hamilton | Marian Horsley Betty Uber           | Donald C. Hume Betty Uber     |
| Scottish Open | Willoughby Hamilton | Mavis Hamilton   | Willoughby Hamilton Ian Maconachie | Marian Horsley Brenda Speaight      | Ian Maconachie Marian Horsley |

### Bergsteigen
- Juli: Die Deutsche Nanga-Parbat-Expedition 1934 unter der Leitung von Willy Merkl endet in einer Katastrophe, bei der 11 Expeditionsteilnehmer ums Leben kommen. Der Nanga Parbat wird von der nationalsozialistischen Propaganda daraufhin als „Schicksalsberg der Deutschen“ hochstilisiert.

### Boxen
- 26. August: Im Schwergewicht kämpfen Max Schmeling und Walter Neusel auf der umgebauten Sandrennbahn bei Hagenbecks Tierpark. Den Kampf sehen etwa 100.000 Zuschauer, die bis heute (2015) größte Zuschauermenge einer Boxveranstaltung in Europa. Schmeling siegte in der 9. Runde.

### Fußball

#### Internationale Fußballveranstaltungen
- Fußball-Weltmeisterschaft 1934
- Mitropapokal 1934

#### Nationale Fußballmeisterschaften
- Deutsche Fußballmeisterschaft 1933/34
- Österreichische Fußballmeisterschaft 1933/34
- Schweizer Fussballmeisterschaft 1933/34

### Leichtathletik
- 7. bis 9. September: Die ersten Leichtathletik-Europameisterschaften in Turin werden nur für Männer ausgetragen.

#### Weltrekorde

##### Mittelstreckenlauf
- 16. Juni: Ben Eastman, USA, läuft die 800 Meter der Herren in 1:49,8 min.
- 30. Juni: Bill Bonthron, USA, läuft die 1500 Meter der Herren in 3:48,8 min.

##### Hürdenlauf
- 26. Juli: Percy Beard, USA, läuft die 110 Meter Hürden der Herren in 14,3 s.
- 26. Juli: Glenn Hardin, USA, läuft die 400 Meter Hürden der Herren in 50,6 s.
- 6. August: Percy Beard, USA, läuft die 110 Meter Hürden der Herren in 14,2 s.
- 26. August: Glenn Hardin, USA, läuft die 400 Meter Hürden der Herren in 50,6 s.
- 5. Oktober: Percy Beard, USA, läuft die 110 Meter Hürden der Herren in 14,2 s.

##### Gehen
- 9. August: Lina Aebersold, Schweiz, absolviert das 20.000-Meter-Gehen der Damen in 1:59,0 h.

##### Wurfdisziplinen
- 10. Mai: Jadwiga Wajs, Polen, erreicht im Diskuswurf der Damen 43,79 m.
- 24. Juni: Jack Torrance, USA, erreicht im Kugelstoßen der Herren 16,30 m.
- 15. Juli: Gisela Mauermayer, Deutschland, stößt im Kugelstoßen der Damen 14,38 m.
- 5. August: Jack Torrance, USA, stößt im Kugelstoßen der Herren 17,4 m.
- 11. August: Jadwiga Wajs, Polen, wirft im Diskuswurf der Damen 43,79 m.
- 18. August: Matti Järvinen, Finnland, erreicht im Speerwurf der Herren 77,23 m.
- 4. September: Jack Torrance, USA, erreicht im Kugelstoßen der Herren 17,40 m.
- 14. September: Jadwiga Wajs, Polen, erreicht im Diskuswurf der Damen 44,19 m.
- 24. September: Harald Andersson, Schweden, erreicht im Diskuswurf der Herren 52,2 m.
- 24. Oktober: Harald Andersson, Schweden, erreicht im Diskuswurf der Herren 52,42 m.

##### Sprungdisziplinen
- 28. April: Walter Marty, USA, springt im Hochsprung der Herren 2,06 m.
- 27. Oktober: Walter Marty, USA, erreicht im Hochsprung der Herren 2,06 m.

### Motorsport

#### Motorradsport

##### Motorrad-Europameisterschaft
- Bei der auf dem niederländischen Circuit van Drenthe ausgetragenen Motorrad-Europameisterschaft gewinnt der Belgier Yvan Goor auf Benelli vor seinen Landsmännern „Dickwell“ (Barbé-J.A.P.) und Maurice van Geert (Rush-Blackburne) den Titel in der 175-cm³-Klasse.
- In der Viertelliterklasse setzt sich der Deutsche Walfried Winkler auf DKW gegen den Briten Les Archer (New Imperial) und seinen Landsmann Arthur Geiss (ebenfalls DKW) durch.
- Bei den 350ern gewinnt der Brite Jimmie Simpson auf Norton seinen insgesamt fünften und gleichzeitig letzten EM-Titel. Gefolgt wird er von den beiden Velocette-Piloten Walter Rusk aus Nordirland und Alec Mitchell aus Großbritannien.
- In der 500-cm³-Klasse siegt der Belgier Pol Demeuter auf FN vor seinem Landsmann und Teamkollegen „Noir“ und dem Einheimischen Arie van der Pluym (Husqvarna).

##### Deutsche Motorrad-Straßenmeisterschaft
- Deutsche Meister werden Walfried Winkler (DKW, 250 cm³), Ernst Loof (Imperia, 350 cm³), Otto Ley (DKW, 500 cm³), Hans Soenius (NSU, über 500 cm³), Ernst Loof / unbekannt (Imperia-Python, Gespanne 350 cm³), Hans Schumann / Hermann Böhm (NSU, Gespanne 600 cm³) und Paul Weyres / ohne Passagier (Harley-Davidson, Gespanne 1000 cm³).

### Radsport
- Giro d’Italia 1934
- Tour de France 1934

### Rudern
- Cambridge besiegt Oxford im Boat Race.

### Tischtennis
- Tischtennisweltmeisterschaft 1934 2. bis 10. Dezember 1933 in Paris (Frankreich)
- Länderspiele Deutschlands (Freundschaftsspiele)
  - 27. März: Hamburg: D. – Frankreich 2:3 (Herren)
  - 26. Oktober: Danzig: D. – Polen 2:7 (Herren)
  - 6. November: Hamburg: D. – England 1:4 (Herren)
  - Prag: D. – CSR 3:2 (Damen)

### Wintersport
- 15. bis 17. Februar: Bei den Alpinen Skiweltmeisterschaften 1934 in der Schweiz ist wegen der Februarkämpfe keine Mannschaft des Österreichischen Skiverbands (ÖSV) am Start.
- Bob-Weltmeisterschaft 1934
- Eishockey-Weltmeisterschaft 1934
- Eiskunstlauf-Weltmeisterschaften 1934
- Eiskunstlauf-Europameisterschaften 1934
- Nordische Skiweltmeisterschaften 1934

## Geboren

### Januar
- 01. Januar: Hans Huber, deutscher Boxer († 2024)
- 03. Januar: Mario David, italienischer Fußballspieler und -trainer († 2005)
- 04. Januar: Guillermo Velásquez, kolumbianischer Fußballschiedsrichter († 2017)
- 07. Januar: Charles Jenkins Sr., US-amerikanischer Sprinter
- 08. Januar: Jacques Anquetil, französischer Radrennfahrer († 1987)
- 14. Januar: Alberto Rodríguez Larreta, argentinischer Automobilrennfahrer († 1977)
- 15. Januar: Mário de Araújo Cabral, portugiesischer Automobilrennfahrer († 2020)
- 19. Januar: Rupert E. H. Lake, antiguanischer Sportfunktionär
- 20. Januar: Giorgio Bassi, italienischer Automobilrennfahrer
- 21. Januar: Franz Böhmert, deutscher Arzt und Sportfunktionär († 2004)
- 25. Januar: Hiroshi Hasegawa, japanischer Motorradrennfahrer († 2023)
- 26. Januar: Georgi Grigorjewitsch Mondsolewski, sowjetisch-belarussischer Volleyballspieler († 2024)
- 31. Januar: Ernesto Brambilla, italienischer Motorrad- und Automobilrennfahrer († 2020)

### Februar
- 04. Februar: Francisco Pérez, uruguayischer Radrennfahrer († 2024)
- 06. Februar: Roselore Sonntag, deutsche Geräteturnerin († 2025)
- 09. Februar: Manfred von Richthofen, deutscher Sportler, Unternehmer und Sportfunktionär († 2014)
- 11. Februar: John Surtees, britischer Automobilrennfahrer († 2017)
- 12. Februar: Bill Russell, US-amerikanischer Basketballspieler († 2022)
- 18. Februar: Heini Müller, deutscher Fußballspieler und Trainer
- 19. Februar: Karl-Heinz Wegmann, deutscher Kugelstoßer († 1989)
- 20. Februar: Bobby Unser, US-amerikanischer Automobilrennfahrer  († 2021)
- 24. Februar: Bernard Chiarelli, französischer Fußballspieler und -trainer († 2024)
- 24. Februar: Klaus Darga, deutscher Schachspieler
- 26. Februar: Manfred Poerschke, deutscher Leichtathlet

### März
- 11. März: Ingrid Lotz, deutsche Leichtathletin
- 20. März: Peter Berling, deutscher Autor und Schauspieler († 2017)
- 23. März: Bill Dellinger, US-amerikanischer Leichtathlet († 2025)
- 25. März: Bernard Boyer, französischer Rennwagenkonstrukteur und Automobilrennfahrer († 2018)
- 26. März: Manfred Schneider, deutscher Fußballspieler († 2009)
- 31. März: Igor Rybak, sowjetischer Gewichtheber († 2005)

### April
- 03. April: Jim Parker, US-amerikanischer American-Football-Spieler († 2005)
- 06. April: Anton Geesink, niederländischer Judoka († 2010)
- 06. April: Willie Toweel, südafrikanischer Boxer († 2017)
- 08. April: Hans Barwenzik, deutscher Fußballspieler († 2014)
- 21. April: Horst Meurer, deutscher Fußballspieler und -trainer († 2023)
- 23. April: Coşkun Taş, türkisch-deutscher Fußballspieler († 2024)
- 24. April: Michael Taylor, britischer Automobilrennfahrer († 2017)
- 26. April: Josef Seiz, deutscher Tischtennisspieler († 2010)
- 29. April: Rolf Gronau, deutscher Fußballspieler († 2024)

### Mai
- 06. Mai: Alois Glaubitz, deutscher Fußballspieler (DDR) († 2023)
- 06. Mai: Hennes Junkermann, deutscher Radrennfahrer († 2022)
- 11. Mai: Wolfgang Kucklick, deutscher Leichtathlet, Leichtathletiktrainer und Sportfunktionär († 2023)
- 11. Mai: Jack Twyman, US-amerikanischer Basketballspieler († 2012)
- 13. Mai: Paddy Driver, südafrikanischer Motorrad- und Automobilrennfahrer
- 14. Mai: Aurelio Milani, italienischer Fußballspieler († 2014)
- 18. Mai: Walter Nachtwey, deutscher Fußballspieler († 2013)

### Juni
- 02. Juni: Karl-Heinz Feldkamp, deutscher Fußballspieler und -trainer
- 04. Juni: Vilhjálmur Einarsson, isländischer Leichtathlet († 2019)
- 05. Juni: Émile Clerc, französischer Ruderer
- 21. Juni: Peter Craven, britischer Speedwayfahrer († 1963)
- 21. Juni: Ken Matthews, britischer Leichtathlet († 2019)
- 22. Juni: Paul Ambros, deutscher Eishockeyspieler († 2015)
- 22. Juni: Ragnar Svensson, schwedischer Ringer
- 24. Juni: Tommy Bridger, britischer Automobilrennfahrer († 1991)
- 28. Juni: Alfred Pyka, deutscher Fußballspieler († 2012)

### Juli
- 02. Juli: Camille Liénard, belgischer Bobfahrer († 2021)
- 03. Juli: Stefan Abadschiew, bulgarischer Fußballspieler und -trainer († 2024)
- 06. Juli: Nina Alexejewna Schuk, sowjetische Eiskunstläuferin
- 06. Juli: Hans Speth, deutscher Fußballspieler und -trainer († 2016)
- 08. Juli: Hinrich Schwenker, deutscher Handballspieler († 2005)
- 19. Juli: Erol Kaynak, türkischer Fußballspieler und -trainer († 2015)
- 23. Juli: Héctor De Bourgoing, argentinisch-französischer Fußballer († 1993)
- 23. Juli: Vlado Stenzel, jugoslawischer Handballspieler und -trainer
- 24. Juli: Willie Davis, US-amerikanischer American-Football-Spieler und Unternehmer († 2020)
- 24. Juli: Horst Floth, deutscher Bobsportler († 2005)
- 26. Juli: Tommy McDonald, US-amerikanischer Footballspieler († 2018)
- 30. Juli: Engelbert Kraus, deutscher Fußballspieler († 2016)
- 31. Juli: Achim Schneider, deutscher Wasserballspieler und -trainer

### August
- 04. August: Andrea Bodó, ungarische Turnerin († 2022)
- 06. August: Chris Bonington, britischer Bergsteiger
- 06. August: Dick Dolack, US-amerikanischer American-Football-Schiedsrichter († 2018)
- 14. August: Gábor Novák, ungarischer Kanute († 2021)
- 16. August: Carl-Åke Ljung, schwedischer Kanute († 2023)
- 16. August: Jean Löring, deutscher Fußballfunktionär und Mäzen († 2005)
- 17. August: Dako Radošević, jugoslawischer Leichtathlet († 2021)
- 18. August: Louis Giani, US-amerikanischer Ringer († 2021)
- 18. August: Rafer Johnson, US-amerikanischer Leichtathlet († 2020)
- 18. August: Michael May, Schweizer Automobilrennfahrer
- 19. August: Ronald Jones, britischer Sprinter und Fußballfunktionär († 2021)
- 21. August: Simon Phillips, britischer Automobilrennfahrer († 2013)
- 21. August: Ferenc Stámusz, ungarischer Radrennfahrer († 2022)
- 23. August: Flavio Emoli, italienischer Fußballspieler († 2015)
- 23. August: Sonny Jurgensen, US-amerikanischer Footballspieler
- 26. August: Tom Heinsohn, US-amerikanischer Basketballspieler, -trainer und -funktionär († 2020)
- 29. August: Steve Arneil, britischer Budoka († 2021)
- 29. August: Horst Szymaniak, deutscher Fußballspieler († 2009)
- 30. August: Baloo Gupte, indischer Cricketspieler († 2005)
- 31. August: Helmut Wahler, deutscher Fußballspieler

### September
- 02. September: Werner Leimgruber, Schweizer Fußballspieler († 2025)
- 04. September: Tony Book, englischer Fußballspieler und -trainer († 2025)
- 04. September: Ronald Ludington, US-amerikanischer Eiskunstläufer († 2020)
- 05. September: Don Chandler, US-amerikanischer American-Football-Spieler († 2011)
- 06. September: Lothar Weise, deutscher Fußballspieler († 2024)
- 10. September: Roger Maris, US-amerikanischer Baseballspieler († 1985)
- 11. September: Norma Croker, australische Leichtathletin († 2019)
- 12. September: Glenn Davis, US-amerikanischer Leichtathlet († 2009)
- 16. September: Elgin Baylor, US-amerikanischer Basketballspieler († 2021)
- 16. September: Tamara Manina, russisch-sowjetische Turnerin
- 17. September: Maureen Connolly, US-amerikanische Tennisspielerin († 1969)
- 17. September: Valda Osborn, britische Eiskunstläuferin († 2022)
- 20. September: Eberhard Stanjek, deutscher Sportjournalist, ARD-Sportschaumoderator († 2001)
- 22. September: Lute Olson, US-amerikanischer Basketballtrainer († 2020)
- 22. September: Rolf Zischeck, deutscher Fußball- und Handballspieler († 2012)
- 28. September: Reinhart Fuchs, deutscher Schachspieler und -journalist († 2017)
- 28. September: René Libeer, französischer Boxer († 2006)
- 29. September: Helmut Kapitulski, deutscher Fußballspieler
- 30. September: Alan A’Court, englischer Fußballspieler († 2009)

### Oktober
- 01. Oktober: Petar Radenković, serbischer Fußballtorwart
- 02. Oktober: Günter Rahm, deutscher Fußballspieler († 2024)
- 04. Oktober: Sam Huff, US-amerikanischer American-Football-Spieler († 2021)
- 07. Oktober: Jean-Claude Briavoine, französischer Automobilrennfahrer
- 16. Oktober: Peter Ashdown, britischer Automobilrennfahrer
- 16. Oktober: Rolf Geiger, deutscher Fußballspieler († 2023)
- 16. Oktober: József Marosi, ungarischer Fechter
- 17. Oktober: Johnny Haynes, englischer Fußballspieler († 2005)
- 22. Oktober: Julio Jiménez, spanischer Radrennfahrer († 2022)
- 27. Oktober: Lidija Boldyrewa, sowjetisch-russische Volleyballspielerin († 1991)

### November
- 01. November: Klaus Richtzenhain, deutscher Leichtathlet († 2025)
- 02. November: Ken Rosewall, australischer Tennisspieler
- 03. November: Raul Donazar Calvet, brasilianischer Fußballspieler († 2008)
- 08. November: Lothar Milde, deutscher Leichtathlet
- 10. November: Lucien Bianchi, belgischer Automobilrennfahrer († 1969)
- 12. November: Vavá, brasilianischer Fußballspieler († 2002)
- 12. November: Leonid Stein, sowjetischer Schachspieler († 1973)
- 15. November: Adolf Katzenmeier, deutscher Physiotherapeut († 2016)
- 18. November: Zequinha, brasilianischer Fußballspieler († 2009)
- 19. November: Roland Ducke, deutscher Fußballspieler († 2005)
- 19. November: Kurt Hamrin, schwedischer Fußball- und Eishockeyspieler († 2024)
- 20. November: Lew Polugajewski, russisch-sowjetischer Schachmeister († 1995)
- 21. November: Dietrich Weise, deutscher Fußballtrainer († 2020)
- 22. November: Wolfgang Fricke, deutscher Leichtathlet
- 22. November: Jackie Pretorius, südafrikanischer Automobilrennfahrer († 2009)
- 23. November: Lew Hoad, australischer Tennisspieler († 1994)
- 24. November: Klaus Bugdahl, deutscher Radrennfahrer († 2023)
- 26. November: Ljudmila Schewzowa, sowjetische Leichtathletin
- 29. November: Mary Carter-Reitano, australische Tennisspielerin

### Dezember
- 05. Dezember: Hassan Akesbi, marokkanischer Fußballspieler und -trainer († 2024)
- 09. Dezember: Wayne Weiler, US-amerikanischer Automobilrennfahrer († 2005)
- 09. Dezember: Junior Wells, US-amerikanischer Blues-Musiker († 1998)
- 11. Dezember: Del Shofner, US-amerikanischer American-Football-Spieler († 2020)
- 12. Dezember: Ramón Marsal, spanischer Fußballspieler († 2007)
- 15. Dezember: Oleg Golowanow, sowjetischer Ruderer und russischer Rudertrainer († 2019)
- 25. Dezember: Giancarlo Baghetti, italienischer Automobilrennfahrer († 1995)
- 27. Dezember: Larissa Latynina, sowjetische Kunstturnerin
- 27. Dezember: Pat Moss, britische Rallyefahrerin († 2008)
- 28. Dezember: Rudi Faßnacht, deutscher Fußballtrainer († 2000)
- 29. Dezember: Wladimir Safronow, sowjetisch-russischer Boxer († 1979)
- 30. Dezember: Barry Briggs, neuseeländischer Speedwayfahrer

### Tag unbekannt
- Jiří Nouza, tschechoslowakischer Radrennfahrer
- Walter Proebst, deutscher Motorrad- und Automobilrennfahrer

## Gestorben

### Januar
- 03. Januar: Alexander Munro, britischer Tauzieher (* 1870)
- 06. Januar: Herbert Chapman, englischer Fußballspieler und -trainer (* 1878)
- 24. Januar: Bertram Williams, kanadischer Sportschütze (* 1876)
- 25. Januar: George Barnes, britischer Sportschütze (* 1849)

### Februar
- 17. Februar: Siegbert Tarrasch, deutscher Schachgroßmeister (* 1862)
- 19. Februar: Alexander Rogers, britischer Sportschütze (* 1867)

### März
- 12. März: Harry Green, britischer Langstreckenläufer (* 1886)
- 19. März: Thorild Olsson, schwedischer Mittel- und Langstreckenläufer (* 1886)
- 22. März: Yrjö Linko, finnischer Turner (* 1885)
- 24. März: William Donne, britischer Cricketspieler (* 1876)
- 26. März: John Biller, US-amerikanischer Leichtathlet (* 1877)

### April
- 03. April: Frederick Christian, britischer Cricketspieler (* 1867)
- 06. April: Dixie Kid, US-amerikanischer Boxer (* 1883)
- 27. April: Paul Esparbès, französischer Leichtathlet (* 1896)

### Mai
- 07. Mai: Charly Jellen, österreichischer Automobilrennfahrer und Unternehmer (* 1909)
- 08. Mai: Étienne van Zuylen van Nyevelt, belgischer Reiter (* 1860)
- 14. Mai: Erich Ludwig, deutscher Rugbyspieler (* 1879)
- 19. Mai: John Brinck, US-amerikanischer Ruderer (* 1908)
- 29. Mai: Nicolai Kiær, norwegischer Turner (* 1888)

### Juni
- 06. Juni: Octave Salzard, französischer Turner (* 1871)
- 07. Juni: Horace Bonser, US-amerikanischer Sportschütze (* 1882)
- 13. Juni: Syd Crabtree, britischer Motorradrennfahrer (* 1903 oder 1904)
- 18. Juni: Ivar Svensson, schwedischer Fußballspieler (* 1893)
- 28. Juni: Erich Hirth, deutscher Motorradrennfahrer (* unbekannt)

### Juli
- 01. Juli: Erik Haps, belgischer Motorradrennfahrer (* 1909)
- 01. Juli: Gunnar Kalén, schwedischer Motorradrennfahrer (* 1901)
- 02. Juli: Pol Demeuter, belgischer Motorradrennfahrer (* 1904)
- 07. Juli: Lionel Tapscott, südafrikanischer Tennis- und Cricketspieler (* 1894)
- 14. Juli: Willo Welzenbach, deutscher Bergsteiger (* 1899)
- 15. Juli: Arie van der Pluym, niederländischer Motorradrennfahrer (* 1896)
- 23. Juli: Jean Gaupillat, französischer Automobilrennfahrer und Unternehmer (* 1891)
- 26. Juli: Jens Peter Berthelsen, dänischer Fechter (* 1854)
- 31. Juli: Ragnar Wicksell, schwedischer Fußballspieler (* 1892)

### August
- 02. August: Carl-Friedrich von Langen, deutscher Reiter (* 1887)
- 10. August: Ulrich Maag, Schweizer Automobilrennfahrer (* 1910)
- 14. August: Clyde Purnell, englischer Fußballspieler (* 1877)
- 15. August: Guy Moll, algerischer Automobilrennfahrer (* 1910)
- 23. August: Erik Larsson, schwedischer Tauzieher (* 1888)
- 26. August: Hugh Caulfield Hamilton, nordirischer Automobilrennfahrer (* 1905)
- 27. August: Dumitru Hubert, rumänischer Bobfahrer (* 1899)

### September
- 05. September: Joop ter Beek, niederländischer Fußballspieler (* 1901)
- 05. September: Josef Bím, tschechoslowakischer Skisportler (* 1901)
- 08. September: Julius Maus, deutscher Radsportler (* 1906)
- 16. September: Otto Schanz, deutscher Motorradrennfahrer (* unbekannt)
- 17. September: Erik Lindqvist, schwedischer Segler (* 1886)
- 21. September: Tauno Ilmoniemi, finnischer Turner und Wasserspringer (* 1893)
- 23. September: Lucien Gaudin, französischer Fechter (* 1886)

### Oktober
- 01. Oktober: Georges Lumpp, französischer Ruderer (* 1874)
- 03. Oktober: Ernesto Zardini, italienischer Skispringer und Nordischer Kombinierer (* 1908)
- 20. Oktober: Arthur Stockhoff, US-amerikanischer Ruderer (* 1879)
- 21. Oktober: Heorhij Pantelejmonow, russischer Sportschütze (* 1885)
- 23. Oktober: William Brennaugh, kanadischer Lacrossespieler (* 1877)

### November
- 08. November: Ilmari Keinänen, finnischer Turner (* 1887)

### Dezember
- 12. Dezember: Oscar Goerke, US-amerikanischer Radrennfahrer (* 1883)
- 12. Dezember: Thorleif Haug, norwegischer Skisportler (* 1894)
- 19. Dezember: Albert Preuß, deutscher Sportschütze (* 1864)

### Genaues Datum unbekannt
- Adam Gunn, US-amerikanischer Leichtathlet (* 1872)